# Hydriomena grettaria
Hydriomena grettaria là một loài bướm đêm trong họ Geometridae.